# کافه هسته‌ای
کافه هسته‌ای (به انگلیسی: The Atomic Cafe) فیلمی ۸۶ دقیقه‌ای به کارگردانی جین لودر است.